# Liste in der Elfenbeinküste vorhandener Dampflokomotiven
Dies ist eine Liste erhaltener Dampflokomotiven auf dem Gebiet der Elfenbeinküste.

## Lokomotiven mit 1000 mm
| Foto | Nummer oder Name                 | Bauart / Achsfolge | Hersteller  | Fabrik-nr. | Baujahr | Historie | Eigentümer / Betreiber / Strecke | Bemerkungen |
| ---- | -------------------------------- | ------------------ | ----------- | ---------- | ------- | -------- | -------------------------------- | ----------- |
|      | C.F. de Cote d'Ivoire No. 15.001 | B                  | Fives-Lille | 3244       | 1903    |          | Les Jardins du Rail (restaurant) | [ 1 ]       |

## Lokomotiven mit 600 mm
| Foto | Nummer oder Name | Bauart / Achsfolge | Hersteller  | Fabrik-nr. | Baujahr | Historie | Eigentümer / Betreiber / Strecke      | Bemerkungen |
| ---- | ---------------- | ------------------ | ----------- | ---------- | ------- | -------- | ------------------------------------- | ----------- |
|      | ? No. ?          | B                  | H.K. Porter |            |         |          | Roundabout on San Pedro on Betia Road | [ 2 ]       |